# Obeniże
Obeniże – wieś na Ukrainie, w obwodzie wołyńskim, w rejonie kowelskim. W 2001 roku liczyła 620 mieszkańców.
Znajduje się tu przystanek kolejowy Obeniże, położony na linii Lwów – Sapieżanka – Kowel.
Do 2020 w rejonie turzyskim.